# Opération Sportpalast
L'opération Sportpalast (Palais des sports) fut la première action de combat du cuirassé allemand Tirpitz et de ses destroyers d'escorte contre les convois alliés de l'Arctique PQ 12 et QP 8. Elle a eu lieu du 5 au 9 mars 1942 et elle a été la première tentative de perturber un convoi de l'Arctique.

## Préambule
Le 1er mars 1942, le convoi PQ 12, composé de 17 cargos, appareille de Reykjavik à destination de Mourmansk sous la protection du cuirassé HMS Duke of York, du croiseur de bataille HMS Renown, du croiseur HMS Kenya et de 6 destroyers, sous le commandement du vice-amiral Curteis.
Dans l'autre sens, à peu près au même moment, le convoi QP 8 part de Mourmansk en direction de Reykjavik.
Les 2 convois doivent se croiser près de l'île aux Ours au Spitzberg.
Appareillant de Scapa Flow d'autres forces navales britannique composées du cuirassé HMS King George V, du porte-avions HMS Victorious, du croiseur HMS Berwick et de 6 destroyers, rejoignent le 6 mars le convoi du vice-amiral Curteis près de l'île Jan Mayen afin de renforcer le dispositif d'escorte.

## L'opération Sportpalast
Le 5 mars 1942, à la suite d'un rapport d'un avion d'observation signalant des mouvements de navires, le Tirpitz quitte son mouillage dans le Fættenfjord (en). Il est rejoint le jour suivant par 3 destroyers envoyés par l'amiral Otto Ciliax pour intercepter les convois (il s'agit des destroyers Z 14 Friedrich Ihn, Z 5 Paul Jacobi et Z 7 Hermann Schoemann.).
À leur tour, les mouvements des navires allemands sont signalés par les sous-marins britanniques Trident et Seawolf qui sont trop loin pour attaquer avec leurs torpilles.
Le 7 mars, les 3 destroyers allemands se mettent en position d'interception tout en recherchant le convoi PQ 12 dans le secteur Nord-Ouest. Le Tirpitz plus lent, qui se trouvait à 25 milles (environ 46 kilomètres) plus au sud, lance dans la matinée, malgré les averses de neige et la bruine, ses 2 hydravions Arado Ar 196A afin de découvrir le convoi. À cause du mauvais temps et d'un secteur de recherche situé trop au sud, le Tirpitz et ses destroyers d'escorte manquent les convois PQ 12 et QP 8.
Les 2 convois alliés, qui se croisent vers midi, sont pris dans une tempête de neige qui réduit la visibilité à moins d'un mille (moins de 1 852 mètres). Dans cette tempête, le convoi QP 8 passe sans s'en douter vers 14h à environ 10 milles des destroyers allemands, qui ne l'aperçoivent pas non plus.

Vers 16 h les destroyers allemands aperçoivent une fumée en direction du nord. C'est le cargo russe Ishora (ou Ijora). Aussitôt les 3 navires fondent sur leur proie. À 16 h 30, le cargo russe envoie un signal de détresse avec sa position précise. À 17 h 15, le destroyer Friedrich Ihn donne le coup de grâce à l’Ishora qui coule dans l'océan Arctique.
Après son succès, la flottille allemande se met à la recherche de nouvelles proies en direction de l'île aux Ours. 
Si la marine allemande était totalement ignorante de la position des deux convois, de la flotte d'accompagnement et de la présence de la Home Fleet, cette dernière avait intercepté le SOS de l'Ijora indiquant sa position, ainsi que les messages radio de l'unité allemande, et elle recherchait les bâtiments allemands.
Le mauvais temps persistant, les deux convois réussissent à se déplacer dans les environs de l'île aux Ours, sans se rencontrer et sans être vus par les différents avions d'observation. Les forces allemandes continuent leurs fouilles dans le sud de l'île aux Ours, pendant que les Britanniques scrutent le Nord-Ouest des îles Lofoten.

Une grande confusion règne tant chez les commandants des flottes que dans le haut commandement allemand et l'Amirauté britannique.

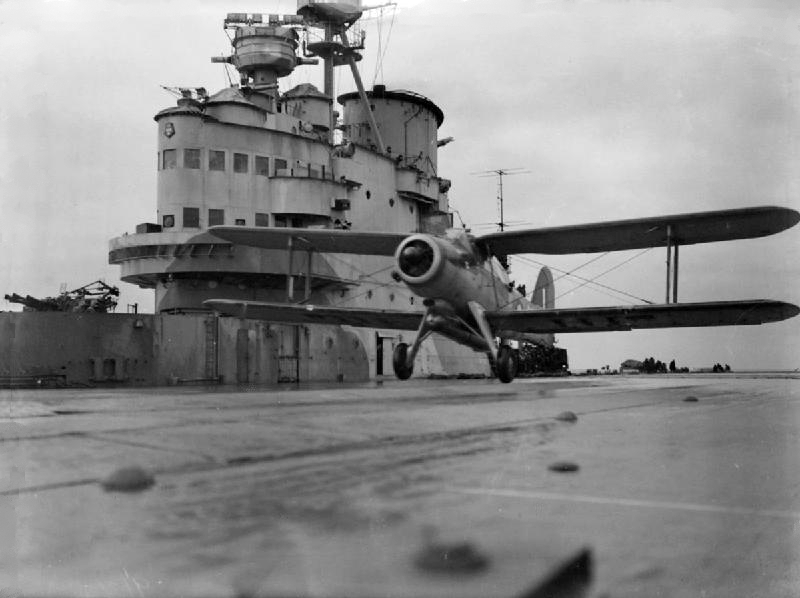
Un torpilleur Fairey Albacore décolle du en mars 1942.

La Home Fleet, qui croisait à 170 milles (un peu plus de 300 km) au Nord-Ouest de l'entrée du Vestfjord, l'entrée principale de Narvik, fait décoller, à 7 h 35 les 12 avions torpilleurs Fairey Albacore du HMS Victorious. À 8 h 42 les avions repèrent le Tirpitz, à 50 milles à l'Est du Vestfjord se dirigeant en direction de Narvik.
Les groupes d'avions torpilleurs attaquent, successivement, à la torpille et à la mitrailleuse. L'attaque aérienne échoue, les Britanniques perdent 2 Fairey Albacore mais ils ont endommagé un Arado Ar 196 du cuirassé.

## Bilan
L'opération Sportpalast est un échec pour la Kriegsmarine. Les deux convois alliés atteignent leurs ports en toute sécurité, mais l'incident a montré qu'une lourde menace pèse désormais sur eux.
Même si les différentes attaques aériennes et sous-marines britanniques ont échoué, elles ont encouragé les navires allemands à revenir en Norvège. Le Tirpitz fit route vers les îles Lofoten puis mouilla à Bogen près de Narvik.